# Colldecarrera
Colldecarrera és una masia de la Vall de Bianya (Garrotxa) inclosa a l'Inventari del Patrimoni Arquitectònic de Catalunya.

## Descripció
És un gran casal de planta rectangular i teulat a dues aigües, amb els vessants vers les façanes principals. Està ubicada en un desnivell, fet que comporta que a la façana de migdia disposi de baixos pel bestiar amb nou finestres d'arc de mig punt, mentre que des de la façana de tramuntana s'accedeix directament a la planta noble. Cal remarcar els dos pisos de galeries porxades del costat del migdia, amb nou arcades cada una. A l'interior hi ha una àmplia sala de convit i una capella dedicada a la verge del Roser. Els descendents es traslladaren a Olot i s'emportaren la major part del mobiliari. Actualment l'habiten els masovers.

## Història
El nom prové de la situació en un coll prop de la via o carraria que des de la Cerdanya, passant per Ribes, la collada Verda, la vall del Bac i Castellfollit, s'unia amb Besalú.
Hi ha notícies documentals de la call de Carrera des de l'any 957, que diu: "et in alio loco incedent isto comitatu in termino de Monteacuto in locum qui dicitur Carraria sic donamus ad domum Sancti Petri apostoli cuius basilica sita est in Camporotundo sic donamus sibe idem casis, casalibus…". Es tracta d'una donació que un tal Vuithesindo i la seva esposa Preciosa van fer al monestir de Sant Pere de Camprodon.
Apareix citat al testament del comte de Besalú, Seniofret, l'any 996. El comte cedeix el mas Coll de Carraria en alou al monestir de Sant Pere de Besalú. L'any 1017 aquest mas serà cedit al monestir de Sant Pere de Camprodon.